# Seán O’Malley
Seán Patrick O’Malley OFMCap (ur. 29 czerwca 1944 w Lakewood) – amerykański duchowny rzymskokatolicki, kapucyn, doktor literatury hiszpańskiej i portugalskiej, biskup koadiutor diecezji Saint Thomas w latach 1984–1985, biskup diecezjalny Saint Thomas w latach 1985–1992, biskup diecezjalny Fall River w latach 1992–2002, biskup diecezjalny Palm Beach w latach 2002–2003, arcybiskup metropolita bostoński w latach 2003–2024, kardynał prezbiter od 2006, członek Rady Kardynałów od 2013, przewodniczący Papieskiej Komisji ds. Ochrony Małoletnich w latach 2014–2025, szef zarządu Fundacji Papieskiej od 2018, od 2024 arcybiskup senior archidiecezji bostońskiej.

## Życiorys
Syn Theodore’a i Mary Louise z domu Reidy.
Wstąpił do zakonu kapucynów – śluby zakonne złożył 14 lipca 1965. Kształcił się w St. Fidelis Seminary w Butler, kolegium zakonnym w Waszyngtonie oraz na Katolickim Uniwersytecie Ameryki w Waszyngtonie. Uzyskał stopień doktora z literatury hiszpańskiej i portugalskiej. Święcenia kapłańskie przyjął 29 sierpnia 1970 z rąk Johna McDowella, biskupa pomocniczego diecezji Pittsburgh.
W latach 1969–1973 wykładał na Katolickim Uniwersytecie Ameryki. Pracował następnie w archidiecezji waszyngtońskiej jako duszpasterz osób pochodzenia hiszpańskiego, portugalskiego i haitańskiego. W czerwcu 1984 został mianowany biskupem koadiutorem diecezji Saint Thomas na Wyspach Dziewiczych. Sakry biskupiej udzielił mu 2 sierpnia 1984, w katedrze Świętych Piotra i Pawła w Charlotte Amalie, Edward John Harper, biskup tej diecezji (z towarzyszeniem Jamesa Hickeya, arcybiskupa waszyngtońskiego oraz Eugene Marino, biskupa pomocniczego waszyngtońskiego). W październiku 1985 objął rządy w diecezji po przejściu biskupa Harpera na emeryturę. W czerwcu 1992 przeszedł na stolicę biskupią Fall River, a we wrześniu 2002 na stolicę biskupią Palm Beach. Na specjalne papieskie zaproszenie uczestniczył w Sesji Specjalnej Światowego Synodu Biskupów ds. Oceanii w Watykanie jesienią 1998. Był również wizytatorem seminariów duchownych w Ameryce Środkowej i na Karaibach.
W lipcu 2003 zastąpił kardynała Bernarda Law na czele archidiecezji bostońskiej. W lutym 2006 papież Benedykt XVI ogłosił jego nominację kardynalską, w marcu 2006 na uroczystości konsystorza O’Malley otrzymał tytuł kardynała prezbitera Santa Maria della Vittoria. Od września 2006 jako jeden z nielicznych kardynałów na świecie rozpoczął prowadzenie bloga, w którym raz na tydzień komentuje bieżące wydarzenia z życia Kościoła lokalnego i powszechnego, w których brał osobisty udział.
Uczestniczył w konklawe 2013, na którym wybrano papieża Franciszka.
Decyzją papieża Franciszka od 13 kwietnia 2013 jest członkiem grupy dziewięciu kardynałów doradców (Rada Kardynałów), którzy służą radą papieżowi w zarządzaniu Kościołem i w sprawach reformy Kurii Rzymskiej.
22 marca 2014 został mianowany decyzją papieża Franciszka, przewodniczącym nowo powołanej Papieskiej Komisji ds. Ochrony Małoletnich, funkcję tę pełnił do 5 lipca 2025.
30 października 2018 został wybrany szefem zarządu Fundacji Papieskiej, zastępując na tym stanowisku kard. Donalda Wuerla.
29 czerwca 2024 w związku z ukończeniem 80 lat utracił prawo do udziału w konklawe.
5 sierpnia 2024 papież Franciszek przyjął jego rezygnację z pełnionego urzędu arcybiskupa metropolity bostońskiego.

## Odznaczenia
- Krzyż Wielki Orderu Infanta Henryka (2016)[7]